# Abrewiatura
Abrewiatura, abrewiacja (śrdw.-łac. abbreviatura, abbreviatio; od łac. brevis – krótki) – umowny skrót używany w starożytnych i średniowiecznych tekstach w celu skrócenia ich zapisu.

## Historia
Abrewiatury były wykorzystywane od III wieku p.n.e.
W starożytności powstał pierwszy system stenografii – noty tyrońskie, będące najbardziej radykalnym sposobem skracania wyrazów. W dziełach prawniczych na oznaczenie najczęściej powtarzających się terminów stosowano kontrakcje – notae iuris. Noty tyrońskie były stosowane prawdopodobnie już od II w. n.e., natomiast w 438 cesarz Teodozjusz II zabronił ich używania.
Wyżej wymienione sposoby skracania wyrazów stały się źródłami systemu abrewiacji, jaki rozwinął się w wiekach średnich. Przed reformą karolińską, która zredukowała i ujednoliciła symbole abrewiacyjne, różne szkoły pisarskie używały własnych sposobów skracania. System wypracowany za czasów Karola Wielkiego obowiązywała do XIII w. Wraz z upowszechnieniem się pisma w XIV-XV w., abrewiacje rozmnożyły się. To zjawisko szczególnie miało miejsce w rękopisach filozoficznych i prawniczych, co utrudniało ich lekturę. Powtórnie system abrewiacji został zredukowany w czasach oświecenia.
Rodzaje abrewiatur

Przykłady suspensji i kontrakcji w języku łacińskim

Stosowano głównie dwie metody abrewiacji:
- suspensja (łac. abbreviatio per suspensionem, dosł. zawieszenie, tj. obcięcie) – zachowanie początkowej lub kilku pierwszych liter wyrazu. Znakiem skrócenia przez odcięcie była kreska[3].
- kontrakcja (łac. abbreviatio per contractionem, ściągnięcie) – w przypadku kontrakcji czystej pozostawiano pierwszą i ostatnią literę, w przypadku kontrakcji mieszanej lub zgłoskowej również litery ze środka wyrazu.

Poza tym istniały również signum abbreviationis – znaki, które zastępowały sylaby wyrazu.

## Współczesność
Współcześnie abrewiaturą jest nazywany umowny pojedynczy znak pisarski o stałym znaczeniu, który zastępuje słowo lub frazę. Znak abrewiacyjny można stosować w ramach tekstu lub podobnej formy zapisu (zapis stenograficzny, nutowy itp.).
Przykłady współczesnych abrewiatur: %, $, €, §, ©, ®.